# Nouna
Cet article concerne la ville chef-lieu. Pour le département et la commune urbaine, voir Nouna (département).
Nouna est une ville du département et la commune urbaine de Nouna, dont elle est le chef-lieu, et la capitale de la province de la Kossi dans la région de la Boucle du Mouhoun au Burkina Faso.

## Géographie

### Démographie
La ville comptait :
- 20 287 habitants en 2003[2].
- 22 166 habitants en 2006[1].

## Administration
La ville est administrativement divisée en sept secteurs urbains (données de population issues du recensement général de 2006) :
- Secteur 1 (2 279 habitants)
- Secteur 2 (3 429 habitants)
- Secteur 3 (2 264 habitants)
- Secteur 4 (5 623 habitants)
- Secteur 5 (3 883 habitants)
- Secteur 6 (3 089 habitants)
- Secteur 7 (1 599 habitants)

### Jumelages et accords de coopération
Nouna possède des accords particuliers[Lesquels ?] avec la ville française de Saint-Priest (Rhône).

## Transports
La ville est traversée par la route nationale 14.

## Santé et éducation
La ville accueille le centre médical avec antenne chirurgicale du département ainsi qu'un centre de santé et de promotion sociale (CSPS).

## Culture et patrimoine
Nouna est le siège du diocèse épiscopal homonyme et possède l'une des principales cathédrales du pays, la Cathédrale Notre-Dame-du-Perpétuel-Secours de Nouna.